# 8291 Бінґгам
8291 Бінґгам (8291 Bingham) — астероїд головного поясу, відкритий 2 вересня 1992 року.
Тіссеранів параметр щодо Юпітера — 3,378.